# Port Everglades
Port Everglades è il porto di Fort Lauderdale, negli Stati Uniti nello stato della Florida, nella contea di Broward.